# Iabin Tokia
Iabin Tokia (ur. 17 czerwca 1992) – kiribatyjski zapaśnik walczący w obu stylach. Odpadł w pierwszej rundzie na igrzyskach Wspólnoty Narodów w 2014. Zdobył dwa medale na mistrzostwach Oceanii w 2014 roku.